# Acobamba (Sihuas)
Acobamba é um dos dez distrito da província de Sihuas, situada na região de Ancash. 
Acobamba possui uma população de 1 773 habitantes (estimativa 2005) e uma área de 153,04 km², perfazendo uma densidade demográfica de 11,6 hab./km².[carece de fontes?]

## Transporte
O distrito de Acobamba não é servido pelo sistema de estradas terrestres do Peru.